# Mallard (band)
Mallard was een Amerikaanse rockband, die voortkwam uit de kern van Captain Beefhearts Magic Band.

## Bezetting
- Art Tripp[5] (drums)
- Bill Harkleroad[6] (gitaar)
- George Dragetta[7] (drums)
- John Thomas[8] (toetsen)
- Mark Boston[9] (basgitaar)
- Sam Galpin[10] (zang)

## Geschiedenis
In 1974, na het teleurstellende, wel zeer commercieel uitgevoerde Beefheart-album Unconditionally Guaranteed bij Virgin Records, verliet de creatieve kern Bill Harkleroad (Zoot Horn Rollo), Mark Boston (Rockette Morton) en Art Tripp (Ed Marimba) per omgaande de Magic Band om Mallard te formeren. Beefheart schold ze bitter uit als een bende charlatans en ze dienden van repliek dat hun vroegere baas een vingervlugge domkop was. Van de voormalige Magic Band-gitarist Elliott Ingber werd hun de zanger Sam Galpin aanbevolen (ex-The Champs en The Coasters). Deze wist zogenaamd niets over het muzikale verleden van zijn nieuwe bandleden, aangezien hij eerder als pianospeler door de casino's van Las Vegas had opgetreden.
Het debuutalbum Mallard, waarvan de hoes de gelijknamige stoomlocomotief tooide, die sinds 1938 het snelheidswerelduurrecord voor stoomlocomotieven bezit, werd in 1975 opgenomen in Devon. Naast de latere The Who-toetsenist John 'Rabbit' Bundrick werkte Barry Morgan (percussie) mee. John French, de voormalige drummer van de Magic Band, feitelijk mede-oprichter, maar na enkele weken weer teruggekeerd naar Beefheart, werkte mee als componist en songwriter. Het is nauwelijks verwonderlijk, dat het typische kenmerk van Captain Beefheart & The Magic Band in het album doorklonken: het nauwe samenspel van gitaar en marimba en het ogenschijnlijk uit het evenwicht geraakte, sterk gewijzigd ritme. Het dominante deel is Bill Harkleroad, die het meeste materiaal geschreven, dat hij met Mark Boston en John French samen had bedacht. Sam Galpin, die zogenaamd nooit eerder opnamen van Captain Beefheart had gehoord, klinkt op veel nummers verbluffend net als hem, uitgezonderd op Desperadoes Waiting for a Train, een de ballad van Guy Clarks. De basis van het album is een progressief countrygevoel met veel tempowisselingen en de messcherpe klank van Harkleroads steelgitaar, zoals te horen op She's Long & She’s Lean. Het Beefheart-verleden wordt duidelijk in de nummers Road to Morocco en Winged Tuskadero met gesproken tekst over een countryrock-achtergrond.
Juist omdat het natuurlijk herkenbaar is dat hier geen verder Beefheart-album werd opgenomen en de muzikanten definitief hun eigen stijl hadden gevonden, verbaast het dat ze Peon van het Beefheart-album Lick My Decals Off, Baby bewerkten. Misschien een signaal, hoe erg de muzikanten uiteindelijk de sound van Captain Beefheart & The Magic Band hadden bepaald. Mallard verklaarde dat ze het nummer hadden gecoverd, zodat hun voormalige baas zijn dringend vereiste tantièmen kon verdienen. Het akoestische nummer Yellow had met zijn balans uit melodieuze inventiviteit en atonale vernieuwing klaarblijkelijk zo'n verschillende componisten beïnvloed als Pat Metheny, Richard Thompson, Tom Verlaine en Steve Vai. Men had de indruk, dat hier feilloze muzikanten een onmiskenbaar album hadden opgenomen, om een groot publiek enthousiast te maken. Net zoals Beefheart hebben ze het doel echter niet bereikt. Het album werd gefinancierd door Jethro Tull-chef en Beefheart-fan Ian Anderson.
Het album In a Different Climate werd in 1976 opgenomen in Wales en verscheen in 1977 ook bij Virgin Records. Met Mallard hadden ze de lat vrij hoog gelegd. Schijnbaar was alles zoals het moest: Harkleroad leverde hoogwaardige composities, Sam Galpin klonk nog steeds als Beefheart. Art Tripp, die was teruggekeerd naar Beefheart, werd vervangen door George Dragotta. John Thomas, die door Beefheart net uit de Magic Band werd ontslagen, kwam er als toetsenist bij. Eerder had hij met John French gespeeld bij Rattlesnake and Eggs. Het probleem bij dit album was niet het materiaal, maar de uitvoering. In totaal had men het hier eerder te doen met een countrypop-album, temeer omdat John McFee als gast optrad met de pedalsteelgitaar. Uiteindelijk kon men noch de Beefheart-gemeenschap noch het mainstream-publiek bereiken en dus werd Mallard na dit album ontbonden.
In 1994 bracht Virgin Records beide albums uit op de cd Mallard / In A Different Climate.

## Discografie
- 1975: Mallard (Virgin Records)
- 1977: In a Different Climate (Virgin Records)
- 1994: Mallard / In a Different Climate (Virgin Records)